# Żywila
Żywila – imię żeńskie pochodzenia literackiego. Tytułowa postać wczesnego utworu Adama Mickiewicza, jak również opartej na nim opery Alojzego Dworzaczka z librettem Bronisławy Wilkoszewskiej (premiera 12 maja 1926). Prawdopodobnie powstało jako kontaminacja wymienionych w Kronice Stryjkowskiego imion dwóch pogańskich bóstw: Żywie, bóstwa — wiatru, oraz Zizilii, bogini stanowiącej odpowiednik Wenery.
Żywila imieniny obchodzi: 15 lutego.